# Підголосок
Підголосок — термін, що позначає супроводжуючий головну мелодію голос в хоровому співі. Застосовується в основному в народному співі, тому є предметом вивчення музичної фольклористики.
В Білорусії і в Україні, а також на півдні Росії, іноді називають «підводкою», в Україні також іноді «горяк», на Дону — «дишкант», в Білгородській області — «тягнути на пістон». Даний термін дав назву «підголосковій поліфонії».
Термін походить від слова «голосити» і спочатку позначав підспівування основному виконавцю в більш високому регістрі основної мелодії або імпровізацію на її основі. В даний час термін позначає підспівування як вище, так і нижче основної мелодії, тому поділяють верхній і нижній підголоски. Верхній зазвичай виконується одним голосом, а нижній — декількома.